# Gewone distelboktor
De gewone distelboktor, distelbok of distelboktor (Agapanthia villosoviridescens) is een keversoort uit de familie van de boktorren (Cerambycidae). De wetenschappelijke naam van de soort werd voor het eerst geldig gepubliceerd in 1775 door Degeer. De zwartstreepsmalbok wordt ook wel distelboktor genoemd.